# Вентикано
Вентика̀но (на италиански: Venticano; на неаполитански: Vinticano, Винтикано) е малко градче и община в Южна Италия, провинция Авелино, регион Кампания. Разположено е на 375 m надморска височина. Населението на общината е 2587 души (към 2011 г.).